# 5 Dębliński Batalion Ratownictwa Inżynieryjnego im. płk. Władysława Frączka
5 Dębliński Batalion Ratownictwa Inżynieryjnego im. płk Władysława Frączka (5 bratinż) – oddział wojsk inżynieryjnych Sił Zbrojnych RP, istniejący w latach 2002–2007 w Dęblinie.

## Historia
5 Dębliński Batalion Ratownictwa Inżynieryjnego został sformowany na podstawie decyzji ministra obrony narodowej nr PF-88/Org./P-5 z dnia 1 października 2001.
Do jego głównych zadań należała ochrona ludności przed zagrożeniami kryzysowymi oraz usuwanie skutków klęsk żywiołowych. Batalion stacjonował w Dęblinie na terenie XIX wiecznej twierdzy.
W 2003 batalion przeprowadził intensywne szkolenie z całym składem batalionu. W latach 2003 i 2004 przeprowadzono ćwiczenia wojskowe żołnierzy rezerwy, powołano na ćwiczeń kierowców i operatorów PTS-M, których praktycznie przeszkolono na etatowym sprzęcie.
Od stycznia 2003 zgodnie z rozkazem dowódcy Śląskiego Okręgu Wojskowego batalion podjął szkolenie w zwalczaniu skutków klęsk żywiołowych w rejonie odpowiedzialności batalionu, zakończone sukcesem w dniach od 12 maja do 4 czerwca 2003  wydzielone siły i sprzęt techniczny batalionu zostaje wysłany do likwidacji skutków katastrofalnej wichury w Puszczy Piskiej.
W czerwcu 2004 roku batalion czynnie uczestniczył w ćwiczeniu pod kryptonimem „Lubelszczyzna 2004".
17 lutego 2005 minister obrony narodowej decyzją nr 35/MON ustanowił dzień 1 października doroczny świętem batalionu, nadał mu nazwę wyróżniającą „Dębliński” oraz imię patrona pułkownika Władysława Frączka.
Na podstawie rozkazu dowódcy Śląskiego Okręgu Wojskowego z dnia 16 lutego 2007 w sprawie zmian organizacyjno–etatowych w jednostkach inżynieryjnych i komunikacji wojskowej Wojsk Lądowych, rozformowany 5 Batalion Ratownictwa Inżynieryjnego wszedł w skład 1 Batalionu Drogowo-Mostowego.

## Tradycje

### Sztandar
14 maja 2005 roku gen. bryg. Stanisław Woźniak, Dyrektor Departamentu Zwierzchnictwa Prezydenta RP nad Siłami Zbrojnymi wręczył, w imieniu Prezydenta Aleksandra Kwaśniewskiego, sztandar 5 Dęblińskiemu Batalionowi Ratownictwa Inżynieryjnego, zgodnie z ustawą z dnia 9 lutego 1990 r. o zmianie przepisów o godle, barwach i hymnie Rzeczypospolitej Polskiej (Dz. U. nr 10, poz. 60)

### Odznaka pamiątkowa
Decyzją Ministra Obrony Narodowej nr 264/MON z 9 września 2004 r. został zatwierdzony wzór odznaki pamiątkowej i legitymacji oraz regulamin nadawania tej odznaki.
Odznaka opracowana na planie koła. Na skrzyżowane dwie kotwice nałożono koło ratunkowe w barwach biało-czerwonych. Wewnątrz koła umieszczono herb Dęblina. Na obrzeżu koła widnieje napis: „bratinż”.

### Odznaka rozpoznawcza
Decyzją Ministra Obrony Narodowej nr 264/MON z 9 września 2004 r. został zatwierdzony wzór oznaki rozpoznawczej.
Oznaka rozpoznawcza ma kształt koła z czarnym obrzeżem szerokości 4 mm. Pole koła podzielono ukośnie na dwie części, górna czerwoną i dolną czarną. Wewnątrz oznaki umieszczono odwzorowanie herbu Dęblina z wkomponowaną cyfrą “5” na piersi orła. Średnica oznaki: 70 mm.

### Proporczyk na beret
Decyzją Ministra Obrony Narodowej nr 264/MON z 9 września 2004 r. został zatwierdzony wzór proporczyka na beret.
Proporczyk ma kształt prostokąta z wcięciem z prawej strony do skrzyżowania przekątnych. Powierzchnia proporczyka została podzielona na dwie poziome części w kolorach służby inżynieryjnej (góra czerwona, dół czarny). na osi poziomej proporczyka umieszczono odwzorowanie herbu Dęblina z wkomponowaną cyfrą „5”. Wymiary proporczyka: 15x45 mm.

## Dowódcy
- ppłk dypl. Krzysztof Tarapacz (2001–2005)
- ppłk mgr Janusz Sawicki (2005–2007)